# Юсуф ас-Сібаї
Юсу́ф ас-Сіба́ї (араб. يوسف السباعي, англ. Yusuf as-Sibai; *10 червня 1917, Каїр — 18 квітня 1978, Нікосія) — єгипетський письменник, представник нової сучасної єгипетської літератури, громадський діяч лівої спрямованості.

## Біографія
Юсуф ас-Сібаї народився 10 червня 1917 в Каїрі. Здобув вищу військову освіту (що в тому числі допомагало майбутньому літераторові в його творах з воєнної тематики).
Друкуватися Юсуф ас-Сібаї почав від 1947 року (збірка оповідань «Примари» та роман «Намісник Азраїля»).
Від 1958 року — ас-Сібаї перебував на посадах Генерального секретаря Організації солідарності народів Азії та Африки й Генерального секретаря Постійного бюра Асоціації письменників країн Азії та Африки.
Юсуф ас-Сібаї очолював Спілку письменників Єгипту, працював Міністром культури країни (від 1973 року), був головним релактором відомого суспільно-політичного часопису «Лотос», на схилі років — редактором впливової єгипетського газети «Аль-Ахрам».
18 квітня 1978 року Юсуфа ас-Сібаї було вбито двома палестинськими бойовиками в ході терористичного акту в готелі «Хілтон» у столиці Кіпру місті Нікосії.

## Творчість і визнання
Юсуф ас-Сібаї — автор близько 50 книжок на актуальні теми, в тому числі збірки критичних статей «Ляпаси та цілунки» (1959), романів «Ми не самітні» (1969), «Життя — це мить» (1973). П'єса ас-Сібаї «Сильніше за час» (1966) присвячена будівництву Асуанської греблі.
Манері викладення ас-Сібаї притаманні соціальна спрямованість, своєрідний ліризм, увага до деталей.
Деякі з романів ас-Сібаї було екранізовано.
Юсуф ас-Сібаї — відомий у світі єгипетський письменник, його нагороджували Медаллю Миру ім. Жоліо (1960), премією «Лотос» (1974), іншими преміями та відзнаками.
Твори ас-Сібаї доволі часто перекладали російською в СРСР:
- Водонос умер, Ташкент, 1968;
- Остров спасения // «Иностранная литература» № 10 за 1970 рік;
- Земля лицемерия // «Иностранная литература» № 6 за 1973 рік;
- Мы не сеем колючек, М., 1973

Тетяна та Ігор Лебединські переклали роман ас-Сібаї «Життя — це мить» українською — його було надруковано 1976 року в часпописі «Всесвіт» (№ 4, стор. 8-121).

## Виноски
1. 1 2  Deutsche Nationalbibliothek Record #119318105 // Gemeinsame Normdatei — 2012—2016.
2. 1 2  Bibliothèque nationale de France BNF: платформа відкритих даних — 2011.
3. 1 2  AlKindi
4. ↑  Юсуф ас-Сібаї // John E. Jessup An encyclopedic dictionary of conflict and conflict resolution, 1945—1996, 1998 (англ.)